# Ternstroemia penduliflora
Ternstroemia penduliflora là một loài thực vật có hoa trong họ Pentaphylacaceae. Loài này được Kobuski miêu tả khoa học đầu tiên năm 1942.